# Greg Bennick
Greg Bennick este un conferențiar profesional american, activist umanitar, producător, scriitor și cântăreț. A apărut la mii de evenimente începând cu 1984 ca prezentator și gazdă. Principalele subiecte ale discursurilor sale sunt reprezentate de teme personale și dinamici de grup și de moduri de a face față la neprevăzut. Opera sa artistică se concentrează pe proiecte care explorează  profunzimea experiențelor umane. Documentarul său, “Flight from Death”, câștigator de 7 ori al titlului de Cel Mai Bun Documentar în diverse comepeții și narat de Gabriel Byrne,  tratează anxietatea față de mortalitatea umană ca și cauză a comportamentelor violente și agresive.

## Cariera

### Film
Greg, împreună cu Patrick Shen, a produs documentarul “Flight From Death”, inspirat de scrierile antropoligistului Ernest Becker (1924-1974). Filmul a fost trimis la festivale de pe tot mapamondul din 2003 și a fost lansat pe DVD în anul 2006. A caștigat 7 titluri de “Cel Mai Bun Documentar”.  A fost vizionat la festivale din Statele Unite, Canada, Europa, Africa și Australia și a fost folosit în peste 100 de universități.
A co-produs “The Philosopher Kings” (2009). Filmul prezintă o perspectivă unică, subiecții filmului sunt academicieni de la universități prestigioase din America de Nord, dar poveștile sunt spuse din perspectiva personalului aflat mult mai jos în schema organizatorică, cum ar fi oamenii de servici.
A co-produs și “La Source”, un documentar despre instalarea unui sistem de irigare permanent într-un sat izolat din Haiti, ai cărui locuitori erau forțați până atunci să bea apă poluată sau să îndure o drumeție lungă prin munți pentru a avea acces la apă potabilă.

### Muzică
Greg Bennick cânta în trupa de hardcore straight edge, Trial. Cu ei a fost în turneu prin Statele Unite de 4 ori, de 2 ori in Europa  și a lansat 3 CD-uri, printre care și foarte apreciatul “Are These Our Lives?”. Un DVD despre trupă , numit “Reunion/Retrospective”, a aparut în 2008 la Panic Records. Greg cântă de asemenea în trupa Between Earth & Sky, cu care a scos și un album în primăvara anului 2011 la Refuse Records în Europa și Hellfish Records în Statele Unite.

### One Hundred For Haiti (O Suta Pentru Haiti)
În Ianuarie 2010, un cutremur masiv a lovit Haitiul. Astfel, fundația One Hundred For Haiti s-a născut din dorința de a îi ajuta pe cei afectați . Toate ajutoarele se duc către Dr. Jacques Denis și la Clinica Centre de Sante Saint Martin II, care servește peste 60,000 de oameni  în Port Au Prince.
Alte ințiative ale organizației includ suportul pentru copiii din orfelinatul Kay Angel din Jacmel și ajutorarea oamenilor din satul La Source.
Folosind medii sociale ca Facebook și Twitter, One Hundred For Haiti a organizat o serie de concerte benefit, simultan în mai multe orașe din lume . Au fost organizate concerte în Leeds, Salt Lake City, New York, Budapesta, Seattle, Melbourne , Seul și Vancouver.

### Proiectul “Legacy” (Proiectul Moștenirea)
Împreună cu prietenul său Dave Whitson, Greg a întreprins un studiu internațional de 2 luni cu scopul de a explora rădăcinile violenței umane. Au avut loc și 2 excursii , în Polonia în 2007 pentru a studia efectele Nazismului și in Africa de Sud în 2008 pentru a studia efectele Apartheidului. În aceste excursii au participat și 12 elevi de liceu alături de directorul Patrick Shen, care a documentat experiența.